# 2015年歐洲運動會桑搏比賽
2015年歐洲運動會桑搏比賽於2015年6月22日在阿塞拜疆巴庫Heydar Aliyev Arena舉行。比賽共設有8個項目，男女各4個。桑搏為2015年歐洲運動會所有項目中其中一個非奧運項目。

## 獎牌得主

### 男子
| 項目          | 金牌                               | 银牌                                | 铜牌                               |
| 57公斤級      | Aymergen Atkunov · 俄罗斯（RUS）   | Islam Gasumov · 阿塞拜疆（AZE）     | Uladzislau Burdz · 白俄罗斯（BLR） |
| 57公斤級      | Aymergen Atkunov · 俄罗斯（RUS）   | Islam Gasumov · 阿塞拜疆（AZE）     | Vakhtangi Chidrashvili · （GEO）   |
| 74公斤級      | Stsiapan Papou · 白俄罗斯（BLR）   | Amil Gasimov · 阿塞拜疆（AZE）      | Kakha Mamulashvili · （GEO）       |
| 74公斤級      | Stsiapan Papou · 白俄罗斯（BLR）   | Amil Gasimov · 阿塞拜疆（AZE）      | Azamat Sidakov · 俄罗斯（RUS）     |
| 90公斤級      | Alsim Chernoskulov · 俄罗斯（RUS） | Andrei Kazusionak · 白俄罗斯（BLR） | Davit Karbelashvili · （GEO）      |
| 90公斤級      | Alsim Chernoskulov · 俄罗斯（RUS） | Andrei Kazusionak · 白俄罗斯（BLR） | Radvilas Matukas · 立陶宛（LTU）   |
| 100公斤以上級 | Artem Osipenko · 俄罗斯（RUS）     | Vasif Safarbayov · 阿塞拜疆（AZE）  | Yury Rybak · 白俄罗斯（BLR）       |
| 100公斤以上級 | Artem Osipenko · 俄罗斯（RUS）     | Vasif Safarbayov · 阿塞拜疆（AZE）  | Razmik Tonoyan · 乌克兰（UKR）     |

### 女子
| 項目     | 金牌                              | 银牌                                | 铜牌                                    |
| 52公斤級 | Anna Kharitonova · 俄罗斯（RUS）  | Nazakat Khalilova · 阿塞拜疆（AZE） | Magdalena Varbanova · 保加利亚（BUL）   |
| 52公斤級 | Anna Kharitonova · 俄罗斯（RUS）  | Nazakat Khalilova · 阿塞拜疆（AZE） | Rūta Aksionova · 立陶宛（LTU）          |
| 60公斤級 | Yana Kostenko · 俄罗斯（RUS）     | Kalina Stefanova · 保加利亚（BUL）  | Katsiaryna Prakapenka · 白俄罗斯（BLR） |
| 60公斤級 | Yana Kostenko · 俄罗斯（RUS）     | Kalina Stefanova · 保加利亚（BUL）  | Daniela Hondiu · 罗马尼亚（ROU）        |
| 64公斤級 | Tatsiana Matsko · 白俄罗斯（BLR） | Olena Sayko · 乌克兰（UKR）         | Anna Shcherbakova · 俄罗斯（RUS）       |
| 64公斤級 | Tatsiana Matsko · 白俄罗斯（BLR） | Olena Sayko · 乌克兰（UKR）         | Sarah Loko · 法国（FRA）                |
| 68公斤級 | Ivana Jandrić · 塞尔维亚（SRB）   | Volha Namazava · 白俄罗斯（BLR）    | Céline Condé · 法国（FRA）              |
| 68公斤級 | Ivana Jandrić · 塞尔维亚（SRB）   | Volha Namazava · 白俄罗斯（BLR）    | Olga Zakhartsova · 俄罗斯（RUS）        |